# Toudja
Toudja è un comune dell'Algeria, situato nella provincia di Béjaïa.

## Situazione
Toudja si trova nel nord della wilaya di Béjaïa, a sedici chilometri a ovest del suo capoluogo, Béjaïa. Il comune di Toudja è delimitato a nord dal Mar Mediterraneo; confina con i comuni di Béjaïa a est, Oued Ghir a sud-est, El Kseur a sud e Beni Ksila a ovest.

## Relievo, geologia, idrografia
A Toudja si trovano le magnifiche piantagioni di arance di Toudja, in mezzo alle quali sgorgano dalla roccia le famose sorgenti, già un tempo captate dai Romani per l'approvvigionamento di acqua potabile di Saldae, e che, ancora oggi, possono garantire in modo costante una portata di gran lunga superiore ai bisogni della città.
- Wikimedia Commons contiene immagini o altri file su Toudja